# Martha Tilton
Martha Tilton (Corpus Christi, 1915. november 14. – Brentwood, Los Angeles, 2006. december 8.) énekesnő. 1939 végéig a Benny Goodman sztárénekeseként szerepelt. Legsikeresebb a Goodmannel készült az „And the Angels Sing” című 1939-es lemezével lett.

## Pályakép
A család a kansasi Ednába költözött Martha hároméves korában. Egy bankár lányaként nőtt fel zenész családban Los Angelesben. Amikor apja egyik barátja meghallotta énekelni, elvitte meghallgatásra vitte egy rádióállomáshoz. Sikert aratott. Otthagyta a középiskolát és énekelni kedett az Ambassador Hotelben.
Három évig turnézott Hal Grayson zenekarával, majd 1936-ban a népszerű Three Hits and a Miss énekes kvartettel. 1937-ben Jimmy Dorsey-vel szerepelt egy vígjátékban.
1937-ben Benny Goodman zenekarában vokálénekes lett a „Camel Caravan” című rádióműsorban. 1937 és 1939 között Helen Wardot ő követte. Énekesként részt vett a legendás 1938-as Carnegie Hall koncerten. 1939-ben egy rádióműsorban szerepelt Paul Whitemannel, és elkészítette első szólófelvételeit. Az 1940-es évek elején saját rádióműsora is volt az NBC-n.
Két filmben szerepelt (Swing Hostess, 1944; Crime Inc., 1945). Olyan slágerei voltak, mint az I'll Walk Alone (1944), az I should Care (1945), a How are things in Glocca Morra? (1947) és A Stranger in Town (1945). 1955-ben ismét elénekelte az „And the Angels Sing” című nagy slágerét, ezúttal a „The Benny Goodman Story” című filmben, majd több albumot is kiadott. 1949-től 1953-ig az Alka Seltzer Time című rádióműsort is vezette. Az 1980-as években egy swing-revival show-val turnézott Ausztráliában.
háromszor volt férjnél. A nővére, Liz Tilton is énekesnő volt.

## Lemezek
- Bob White
- Can’T Teach My Old Heart New Tracks
- The Bonnie Banks o' Loch Lomond
- You Took the Words Right Out of My Heart
- Bei Mir Bist Du
- 'S Wonderful
- Please Be Kind
- I Let a Song Go Out of My Heart
- Feelin' High and Happy
- Why’d Ya Make Me Fall in Love?
- The Flat Foot Floogee
- (I’ve Been) Savin' Myself for You
- What Goes On Here in My Heart
- A Little Kiss at Twilight
- I’ve Got a Date with a Dream
- Could You Pass in Love?
- When I Go A-Dreamin'
- Is That the Way to Treat a Sweetheart?
- What Have You Got That Gets Me?
- This can’t Be Love
- I Have Eyes
- You’re a Sweet Little Headache
- I Must See Annie Tonight
- And the Angels Sing

## Kislemezek
- 1944: I'll Walk Alone
- 1944: Texas Polka

- 1945: tranger in Town
- 1945: I Should Care

- 1947: How Are Things in Glocca Morra?
- 1947: I Wonder, I Wonder, I Wonder
- 1947: That's My Desire

- 1948: That's Gratitude
- 1950: I'll Always Love You

## Filmek
- Martha Tilton az IMDb-n